# Doninha-fedorenta
Doninha-fedorenta (nome científico: Mephitis mephitis) é um mamífero onívoro caracterizado pela pelagem preta com listras brancas e por expelir um líquido fétido de suas glândulas anais quando acuado. É muitas vezes confundido com o gambá devido à semelhança fonética com o termo "cangambá".

## Classificação
Embora tradicionalmente classificados como membros da família dos mustelídeos, atualmente alguns taxonomistas incluem os Mephitis mephitis na família dos mefitídeos.

## Distribuição
O Mephitis mephitis habita campinas e bosques do Canadá ao México. Campos cultivados e matas ciliares provam ser um excelente habitat para esses animais.
No Brasil, existe uma espécie muito parecida ao Mephitis mephitis, chamada Jaritataca.

## Aparência
Um Mephitis mephitis adulto tem, em média, o tamanho de um gato doméstico, variando de 55 a 75 cm de comprimento e pesando entre 1,3 a 4,5 kg. As listras brancas características variam de um espécime a outroː às vezes, são largas e nítidas; outras vezes, quase inexistentes. O corpo é alongado, com patas curtas e fortes. O rabo é longo e peludo. A cabeça é relativamente pequena, com olhos pequenos e orelhas redondas. O focinho é pontudo. As glândulas de almíscar, responsáveis pelo mau cheiro, são grandes e se localizam na base da cauda.

## Dieta
Os Mephitis mephitis alimentam-se de larvas, insetos e vermes, bem como de pequenos vertebrados, legumes, plantas, frutas e raízes, sendo assim um animal omnívoro.

## Reprodução
Os machos são solitários e só procuram as fêmeas durante o cio. A época de acasalamento vai de fevereiro a março. O período de gestação dura de 60 a 77 dias e as ninhadas são de cinco a seis filhotes. Os Mephitis mephitis são considerados adultos e começam a viver sozinhos com um ano de idade. 
A expectativa de vida é baixa. 90% dos animais não sobrevivem ao primeiro inverno. Em estado selvagem, vivem de dois a três anos. Em cativeiro, podem chegar aos 15 anos.

## Hábitos
A característica mais marcante dos Mephitis mephitisé seu formidável método de defesa. Graças a duas glândulas de cheiro na parte externa do seu ânus, o Mephitis mephitis não é predado por outros mamíferos.
Contudo, isso não o impede de ser vítima de aves, devido a seu pouco ou nenhum faro. A produção do líquido malcheiroso não é constante, levando o animal a fazer uso dessa tática somente em último caso. Quando realmente em perigo, o Mephitis mephitis ergue suas patas traseiras no ar e dobra o corpo como se fosse uma letra C, esguichando sua "arma química" sobre o inimigo incauto. O líquido provoca ardor nos olhos e narinas, não causando maiores problemas.
O Mephitis mephitis vive em tocas, saindo ao crepúsculo. Durante o inverno, diminui suas atividades, passando o tempo todo entocado.